# Butilparaben
Butilparabenul (para-hidroxibenzoatul de butil) este un compus organic cu formula chimică C
4H
9O
2CC
6H
4OH. Este esterul butilic al acidului para-hidroxibenzoic, fiind un membru al clasei parabenilor. Este un compus solid alb, solubil în solvenți organici. S-a demonstrat că este un compus antimicrobian eficient în produsele cosmetice. Mai este utilizat și în suspensii medicamentoase și în alimente.

## Obținere
Butilparabenul este obținut în urma reacției de esterificare a acidului 4-hidroxibenzoic cu 1-butanol în mediu acid, de exemplu în prezență de acid sulfuric.